# Grendon (Northamptonshire)
Pour les articles homonymes, voir Grendon.
Grendon est une paroisse civile et un village du Northamptonshire, en Angleterre.